# El día de la bestia
El día de la bestia ("Odjurets dag") är en spansk film från 1995 i regi av Álex de la Iglesia, med Álex Angulo, Armando De Razza och Santiago Segura i huvudrollerna. Den utspelar sig på julafton och handlar om en teologiprofessor som har räknat ut att Antikrist ska födas i Madrid samma natt. Han tar hjälp av en hårdrockare och en programledare för ett ockult TV-underhållningsprogram för att försöka stoppa detta. Filmen fick Goyapriset i sex kategorier inklusive bästa regi. Den fick priset Méliès d'or för årets bästa europeiska fantastikfilm, utdelat av European fantastic film festivals federation.

## Medverkande
- Álex Angulo som Ángel Berriatúa
- Santiago Segura som Jose María
- Armando de Razza som Ennio Lombardi, "Professor Cavan"
- Terele Pávez som Rosario, José Marías mor
- Nathalie Seseña som Mina
- Jaime Blanch som Toyota 1
- David Pinilla som Toyota 2
- Antonio Dechent som Toyota 3
- Ignacio Carreño som Toyota 4
- Maria Grazia Cucinotta som Susana
- Saturnino García som den gamla prästen
- El Gran Wyoming som den nya Cavan
- Jimmy Barnatán som Juan Carlos Cruz, det besatta barnet
- Def con Dos som musikgruppen Satanica
- Gianni Ippoliti som producent